# Milice française

Flagge

Die Milice française („französische Miliz“) war eine paramilitärische Truppe während des Zweiten Weltkrieges in Frankreich. Sie wurde im Jahre 1943 nach der deutschen Besetzung Frankreichs und dem anschließenden Erstarken der Widerstandsbewegung Résistance ins Leben gerufen und entwickelte sich von einer Organisation der Vichy-Regierung zur eigenständigen, mit der Besatzungsmacht kollaborierenden Kraft. Es bestand eine enge Zusammenarbeit mit der deutschen Sicherheitspolizei (Sipo). Die Milice verfolgte politische Gegner im Inneren und war beim Aufspüren gesuchter Personen, insbesondere Juden, behilflich. Führer der Milice war der rechtsextreme französische Politiker Aimé-Joseph Darnand, der sich 1936/37 einen Namen bei der gewalttätigen Untergrundorganisation Cagoule gemacht hatte. Zur Zeit ihres größten Personalbestandes umfasste die Miliz 30.000 Mann, insgesamt dienten dort im Laufe der Zeit 45.000 Freiwillige.

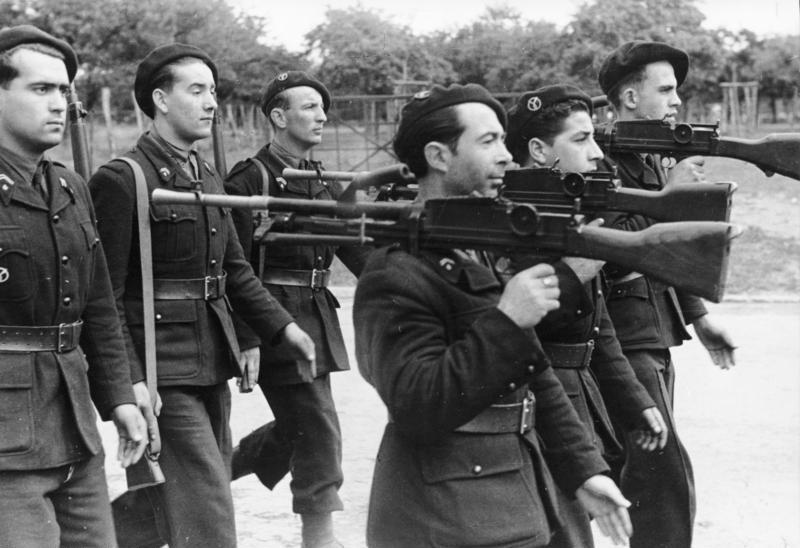
Uniformierte der Milice an einer Parade am 2. Juni 1944. Aufnahme im Bestand des Bundesarchivs Koblenz: Die blauen Textilien für die Uniform und das charakteristische Béret wurden von Roger Peyré geliefert und von Conchon-Quinette in Clermont-Ferrand genäht. Die Krawatte ist schwarz, dies soll darstellen, dass die Milizionäre „um das Vaterland trauern“.

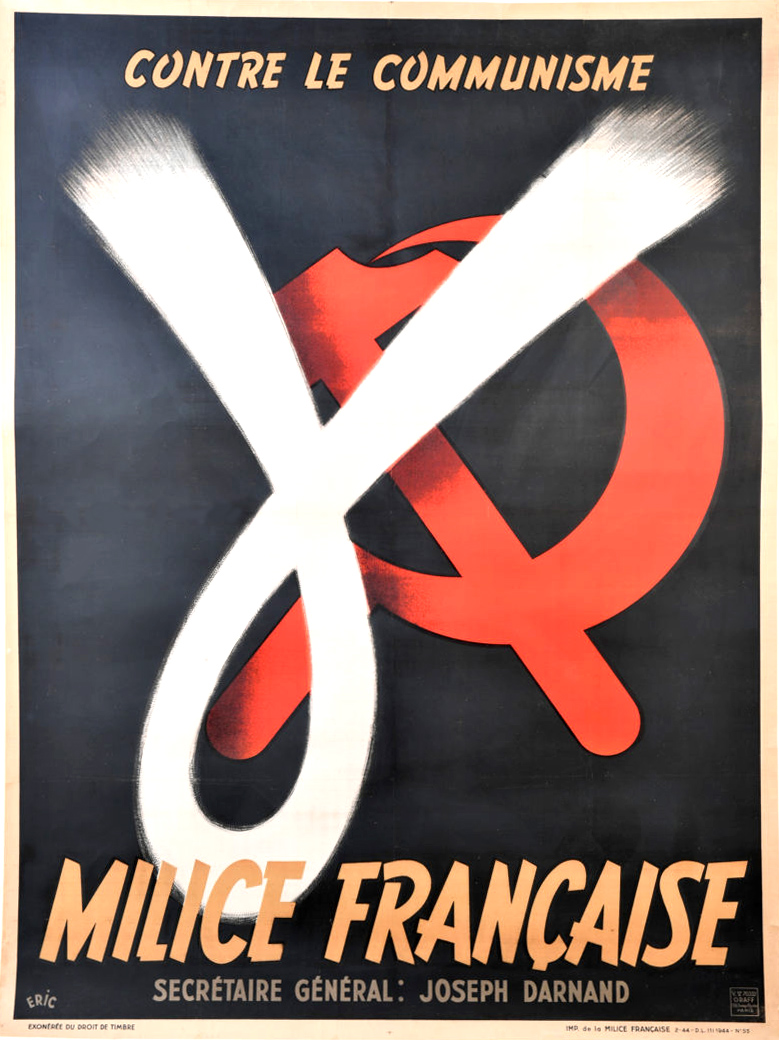
Propagandaplakat zur Anwerbung von Milice-Mitgliedern von 1944

## Geschichte
Seit Herbst 1940 existierte die Kriegsveteranenorganisation Légion française des combattants, aus der Darnand gemeinsam mit hohen Offizieren der Französischen Armee im Spätsommer 1941 enttäuschte Kämpfer rekrutierte. Diese gründeten im Département Alpes-Maritimes eine geheime Militärorganisation unter der Bezeichnung Service d’ordre légionnaire (SOL), die im Falle einer weiteren italienischen Aggression gegen französisches Territorium eingesetzt werden sollte. Bis Ende 1941 entwickelte sie sich zu einer ernstzunehmenden Streitmacht außerhalb der Waffenstillstands-Armee, die als Schutz Frankreichs vor externer und interner Aggression im Januar 1942 den offiziellen Segen des Vichy-Regimes erhielt.
Gegen Ende des Sommers 1942 rekrutierte Darnand daraus Freiwillige für die Légion des volontaires français contre le bolchévisme (LVF, französische Freiwilligenlegion gegen den Bolschewismus) oder Légion anti-bolchévique bzw. Légion tricolore, bei der französische Freiwillige in deutschen Uniformen gegen die Sowjetunion kämpften. Als offenkundig wurde, dass im Januar 1943 Militante der rivalisierenden Kollaborationsparteien Parti populaire français (PPF) und Rassemblement national populaire (RNP) Kampftruppen zur Widerstandsbekämpfung zu formieren suchten, strukturierte Darnand den SOL zur Milice française um.
Ministerpräsident Pierre Laval, der sich angesichts polemischer Auseinandersetzungen mit ultrakollaborationistischen Kreisen ohne persönliche Deckung sah, hatte im Dezember 1942 Hitlers Erlaubnis eingeholt, eine Truppe zu seiner persönlichen Verfügung zu bilden. Deshalb betrachtete Laval die Milice als seine persönliche Verteidigungsmacht, die von Darnand befehligt wurde, der sich jedoch vor allem als Gefolgsmann des greisen Marschalls Henri Philippe Pétain verstand.
Bis Sommer 1943 blockte Laval alle Eingaben nach Bewaffnung der Milice noch ab. Ihre Mitgliederzahl betrug im Herbst 1943 rund 35.000 Personen, davon befanden sich 20.000 in der unbesetzten Südzone und 15.000 in der von den Nazis besetzten Nordzone Frankreichs.
Auch Frauen wurden Mitglieder der Milice. Fabienne Frayssinet aus Castelsarrasin war ein bekanntes Beispiel, weil sie zuvor als Autorin antikommunistischer Schauspielstücke der Jeunesse agricole chrétienne aufgefallen war. In der Gewaltausübung am weitesten ging die aus einer reichen monarchistischen Familie stammende Maud Champetier de Ribes, die ab dem 25. November 1943 in Lyon ein Register von 7000 linken Aktivisten bearbeitete. Ab Februar 1944 soll „Colonelle Maud“ Verhöre und Folterungen geleitet haben, zudem hatte sie vermutlich Kommandofunktionen im Vercors, wo sie bei Gefangenenverhören „perverse Grausamkeit“ an den Tag legte. So wurde wohl insbesondere Simone Gond, eine Frau in den Reihen der Résistance, am Sitz der Milice in Louhans unter ihrer Aufsicht gefoltert. Champetier de Ribes wurde am 20. September 1944 von einem Kriegsgericht zum Tode verurteilt und am nächsten Tag hingerichtet.
Mit wachsender Eskalation der Lage betrachtete die Waffen-SS die Milice als ideales Rekrutierungsfeld zur Aufstellung eines Bataillons französischer Waffen-SS. Letztlich wurde ein Teil der Milice bewaffnet, wofür sich ihre Führungsmitglieder verpflichten mussten, neue Soldaten für die Waffen-SS zu werben. Die Milice wurde der Sipo unterstellt, die jedoch Darnands Versuche zunächst unterband, ihr Tätigkeitsfeld nach Nordfrankreich auszudehnen. Erst ab Januar 1944 durfte sie in der Nordzone operieren. Sie diente der Waffen-SS als Nebenstreitkraft vornehmlich im Kampf gegen die Résistance. Zusätzlich stellte Darnand die Groupes mobiles de réserve (GMR) auf und schlug dem ablehnenden SS-Obergruppenführer Carl Oberg die Gründung einer Groupe franc de la garde unter seiner direkten Kontrolle zur Zerschlagung des Maquis des Plateau des Glières vor. In den dortigen Gemeinden La Balme-de-Thuy, Fillière und Glières-Val-de-Borne setzte die Milice 800 Mann ein.
Diese nach deutschem Vorbild ausgerüsteten, mobilen, paramilitärischen Einheiten setzten sich meist aus sehr jungen, aus bescheidenen Verhältnissen kommenden Franzosen zusammen, die durch Antikommunismus und Antisemitismus geprägt waren und einen vergleichsweise hohen Sold erhielten. Ideologisch wurden ihre Angehörigen auf die Anerkennung von Hierarchien, Autorität und Disziplin ausgerichtet. Die Überwindung der Klassenschranken wurde für wichtiger als der Kapitalismus angesehen sowie ein aktiver Rassismus propagiert. Stärker als die übrigen Kollaborationsgruppen bekannte sich die Milice zur christlichen Gesellschaft und respektierte katholische Traditionen. In öffentlichen Kampagnen nahm die Milice eine Art „Kreuzzugshaltung“ ein. Ihre Aufgabe bestand darin, versteckte Juden und Mitglieder der Résistance zu ergreifen und an die deutschen Besatzer auszuliefern. Mehrere tausend Juden fanden durch sie in den Vernichtungslagern den Tod. Da die Milice nicht im Stande war, den Maquis selbst zu zerschlagen, beschränkte sie sich häufig darauf, einzelne Maquisards zu erschießen. Örtliche Anwohner wurden unter dem Verdacht, die Résistance unterstützt zu haben, von der Milice gefoltert und getötet.
Nach der Befreiung Frankreichs durch alliierte Truppen wurde die Milice durch die provisorische Regierung am 9. August 1944 aufgelöst. Viele Anführer und Mitglieder der Milice wurden vor Kriegsgerichte gestellt und einige zum Tode verurteilt. Im Internierungslager von Gap einsitzende Mitglieder der Milice wurden von Unbekannten aus dem Lager entführt und Opfer von Selbstjustiz, vermutlich als Reaktion auf die Aufhebung von fünf Todesurteilen.

## Filmische und literarische Rezeption
- Louis Malle: Lacombe, Lucien (Spielfilm, 1974)
- Louis Malle: Auf Wiedersehen, Kinder (Spielfilm, 1987)
- Brian Moore: Hetzjagd (Roman, 1995)
- Norman Jewison: The Statement (Spielfilm, 2003)
- Jean-Paul Salomé: Female Agents – Geheimkommando Phoenix (Spielfilm, 2008)